# On Her Majesty's Secret Service (film)
On Her Majesty’s Secret Service is de zesde James Bondfilm geproduceerd door EON Productions, met George Lazenby als James Bond. De film is uitgebracht in 1969 en is gebaseerd op het gelijknamige boek uit 1963.
Het is de enige James Bond-film met Lazenby als vertolker van Bond. 

## Verhaal
James Bond rijdt in een snelle auto over een autoweg langs de Portugese kust. Plots wordt hij ingehaald door een vrouw in een Mercury Cougar. Bond volgt de auto naar het strand, waar hij ziet hoe de vrouw zelfmoord probeert te plegen door zich in zee te verdrinken. Bond rijdt het strand op en duikt de zee in om haar te redden. Wanneer hij haar uit de zee heeft gehaald en zich aan haar voorstelt, duiken er twee potige kerels op die proberen om Bond én de vrouw om te leggen. Na een vechtpartij met de twee mannen, die door Bond glorieus wordt gewonnen, vlucht de vrouw zonder een woord met Bond gewisseld te hebben haar auto in en scheurt weg.
Bond ontmoet de vrouw later in een casino. Hij ziet hoe ze een inzet doet aan de baccarattafel, maar daarna aan de croupier opbiecht dat ze haar inzet niet kan betalen. Bond redt haar uit de brand door haar schuld op zich te nemen. De vrouw, gravin Teresa di Vincenzo (liever "Tracy", want zoals ze zelf zegt, "Teresa is een heilige"), nodigt hem uit in haar hotelkamer om hem te bedanken voor zijn gunsten.
De volgende morgen wordt Bond wakker in Tracy's bed, maar Tracy blijkt het hotel 's ochtends vroeg inmiddels al verlaten te hebben. Als Bond even later zelf het hotel wil verlaten, wordt hij ontvoerd en bij Marc-Ange Draco gebracht. Draco is hoofd van het Europese misdaadsyndicaat "Unione Corse", en in die zin inmiddels al een oude bekende van Bond. Draco onthult dat hij de vader is van Tracy, zijn enig kind. Hij vertelt over haar roerige verleden, en hoe graag hij wat stabiliteit in haar leven zou willen brengen, en een echtgenoot die op haar kan letten. Draco belooft Bond een miljoen pond wanneer Bond met Tracy trouwt. Bond wil dit aanbod niet zomaar aannemen. Hij belooft echter wel dat hij de contacten met Tracy warm zal houden, op voorwaarde dat Draco hem vertelt waar Ernst Stavro Blofeld te vinden is, het hoofd van het geheime misdaadsyndicaat SPECTRE. Bond is het spoor van Blofeld al geruime tijd bijster, nadat hij deze meestercrimineel in You Only Live Twice uit het oog verloren heeft, en kan dus wel een aanwijzing gebruiken. Draco gaat hiermee akkoord. Tenslotte is SPECTRE zijn grootste concurrent.
Bond keert terug naar MI6 (de geheime dienst) in Londen. Hij heeft twee jaar lang zonder enig succes naar Blofeld gezocht. Bond krijgt daarom van M te horen dat hij is ontheven van zijn opdracht om Blofeld te pakken te krijgen. Bond is hevig verontwaardigd en dicteert juffrouw Moneypenny in zijn woede direct een ontslagbrief. De brief die Moneypenny in haar wijsheid daadwerkelijk indient bij M, is echter een brief met daarin een verzoek om enkele weken op vakantie te mogen gaan. Wanneer Bond beseft dat hij Blofeld nu in zijn vrije tijd kan blijven achtervolgen en de MI6 niet hoeft te verlaten, bedankt Bond Moneypenny en vertrekt naar het verjaardagsfeestje van Draco in Portugal. Op dit feestje komt Tracy achter de afspraak tussen haar vader en Bond. Ze dwingt haar vader om de verblijfplaats van Blofeld aan Bond te vertellen, zodat deze kan stoppen met het verplicht flirten met Tracy. Draco vertelt hierop aan Bond dat hij moet zoeken naar een advocatenkantoor in het Zwitserse Bern waar Blofeld een connectie mee schijnt te hebben.
Tracy wil de verjaardag van haar vader snel weer verlaten, maar wordt door Bond tegengehouden. Hij biecht haar op dat zijn interesse in haar niet zomaar een zakelijke overeenkomst was, maar dat hij écht in haar geïnteresseerd is. Hierop brengen ze enkele romantische dagen met elkaar door. Ze lijken duidelijk verliefd op elkaar, maar als Bond na enkele dagen afreist naar Zwitserland om achter Blofeld aan te gaan, weet Tracy nog niet zeker of de gevoelens die ze voor Bond heeft ontwikkeld ook wederzijds zijn.
Bond gaat naar Bern en doorzoekt het advocatenkantoor. Hij vindt daar de correspondentie tussen Blofeld en het Londense College of Arms, een soort van Raad van Adel. Blofeld blijkt de adellijke titel "Graaf Balthazar de Bleuchamp" te willen bemachtigen, en probeert het College of Arms ervan te overtuigen dat hij van De Bleuchamps afstamt en daarom recht heeft op deze titel. Zijn connectie met het College of Arms is de genealoog Sir Hilary Bray. Nu Bond genoeg materiaal heeft om Blofeld weer op het spoor te komen, weet hij M te overtuigen om zijn zoektocht naar Blofeld officieel te mogen hervatten.

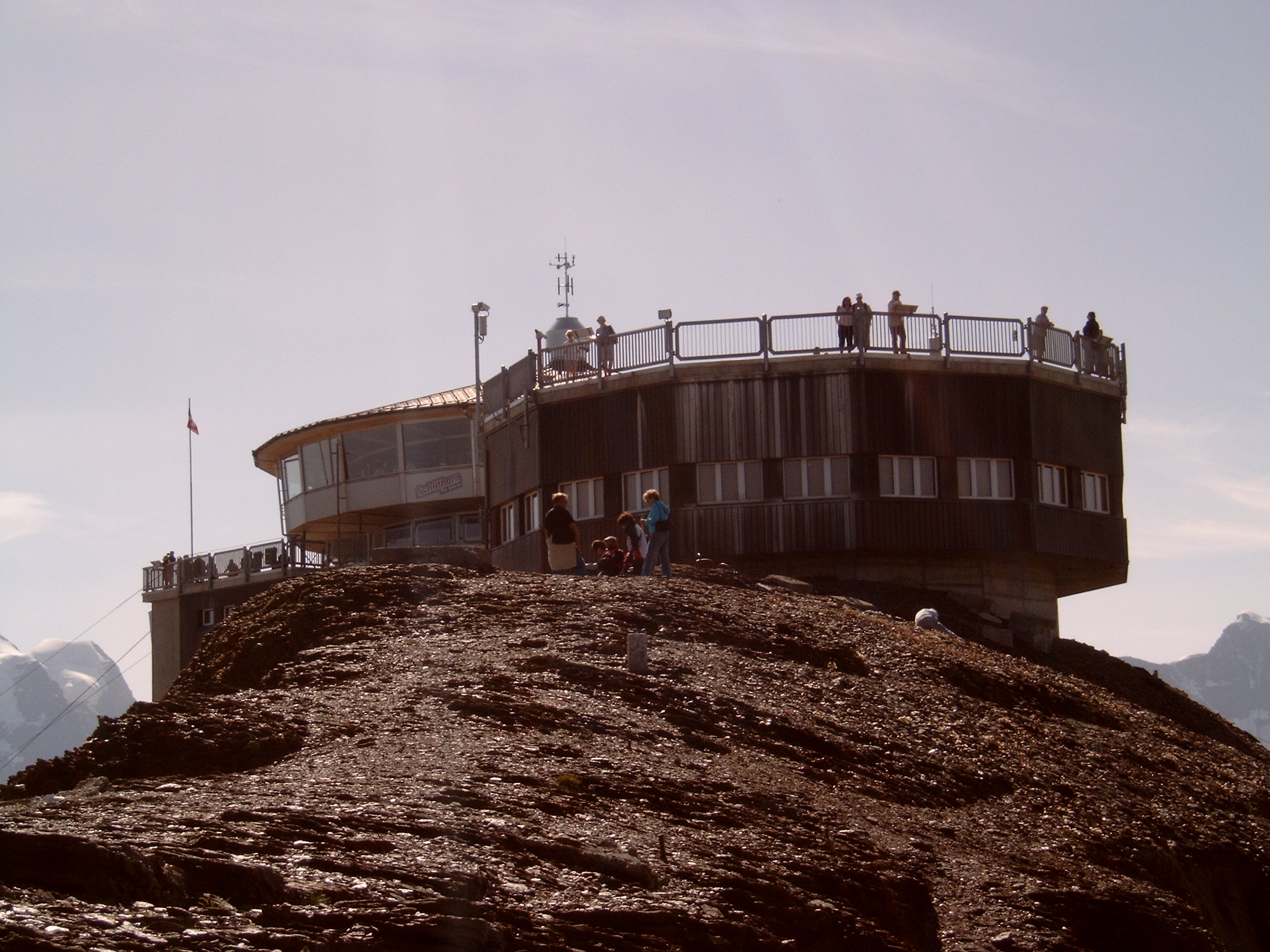
Piz Gloria op de Schilthorn in de Zwitserse Berner Alpen

Bond doet zich voor als Sir Hilary Bray, en gaat in die hoedanigheid op bezoek bij Balthazar de Bleuchamp, die samen met de strenge Irma Bunt een klinisch onderzoeksinstituut leidt op Piz Gloria in de Zwitserse Alpen. In de hoedanigheid van Bray is het bezoek van Bond erop gericht om enkele biologische kenmerken van De Bleuchamps bij "Balthazar de Bleuchamp" te controleren (de echte De Bleuchamps hebben bijvoorbeeld geen oorlellen), en om het een en ander aan heraldische stukken door te nemen. In werkelijkheid probeert Bond te infiltreren in de kliniek, en Blofeld met een smoes het immer neutrale Zwitserland uit te krijgen, zodat hij gearresteerd kan worden.
Naast Blofeld, Irma Bunt en enkele handlangers bevinden zich in de kliniek ook tien beeldschone dames uit alle delen van de wereld, die naar de kliniek toegekomen zijn om van hun allergieën genezen te worden. Zonder dat ze het zelf weten, worden ze tevens middels hypnose opgeleid tot engelen des doods. Na afloop van de behandeling zullen ze de wereld weer ingestuurd worden, en ongemerkt bacteriologische wapens bij zich dragen.
Bond weet zijn ware identiteit niet lang geheim te houden, want het is Blofeld en Bunt vrij snel duidelijk dat hun gast niet de stijve Britse genealoog Bray is. Niet alleen blijkt Bond niet volledig op de hoogte van geschiedenis van De Bleuchamps, maar ook wordt hij tijdens een van zijn nachtelijke escapades betrapt door Irma Bunt, wanneer hij een tweede bezoekje brengt aan de kamer van Ruby, een van de tien bevallige vrouwelijke patiënten. Bond wordt opgesloten in de machinekamer, maar weet hieruit te ontsnappen. Met behulp van twee gestolen ski's skiet hij de Piz Gloria af en komt daar 's avonds aan in het dorpje Mürren. Terwijl hij probeert zijn achtervolgers kwijt te raken, loopt hij Tracy tegen het lijf. Ze wist dat hij hier ergens moest zijn, en was hem achterna gereisd in de hoop hem weer tegen te komen.
Bond stapt in bij Tracy in haar auto, en samen proberen ze ongezien uit Mürren weg te komen. De duisternis, een sneeuwstorm en een lege benzinetank dwingen de twee enige tijd later om hun heil te zoeken in een leegstaande schuur. Daar verklaart Bond aan Tracy de liefde en vraagt hij of ze met hem wil trouwen. Tracy antwoordt bevestigend.
De twee zijn echter nog niet van Blofeld verlost. De volgende ochtend vervolgen Tracy en Bond hun reis al vroeg op de ski's, maar worden kort daarop al door Blofeld en zijn handlangers achterna gezeten. Ze vluchten een pas in waar lawinegevaar heerst, en Blofeld grijpt zijn kans om daar een lawinepijl in af te schieten. Nadat Tracy en Bond door de lawine zijn overvallen, wordt Tracy weggesleept en Bond voor dood achtergelaten.
Blofeld maakt inmiddels zijn plannen aan de wereld bekend: hij dreigt de wereldvoedselvoorraad aan te vallen met zijn biologische wapens met behulp van zijn gehypnotiseerde vrouwen, tenzij zijn verzoek wordt ingewilligd: erkenning van zijn titel als graaf en amnestie in alle landen waar hij een misdaad heeft begaan. Vervolgens zich ergens als graaf op een landgoed terugtrekken met de mooie Tracy aan zijn zijde lijkt hem wel wat.
Bond, die de lawine overleefd heeft, weet Draco te mobiliseren om het hoofdkwartier van Blofeld, de Piz Gloria, aan te vallen en tevens Tracy uit Blofelds klauwen te bevrijden. Ze weten het gebouw in puin te schieten en Tracy te bevrijden. Bond en Blofeld zijn de laatsten die het pand verlaten voordat het hele onderzoeksinstituut uit elkaar klapt. Blofeld probeert te ontsnappen met een bobslee, maar blijft na een wilde achtervolging met Bond met zijn hoofd in een bos takken hangen.
Als de rust is weergekeerd, wordt het huwelijk tussen Bond en Tracy voltrokken. Als Draco Bond aan het eind van het huwelijksfeest subtiel een envelop met een miljoen pond wil toestoppen, slaat Bond dit resoluut af. Het kersverse echtpaar Bond stapt in zijn Aston Martin, en rijdt weg, een romantische toekomst samen tegemoet. Onderweg zet Bond de auto even stil om alle bloemenslingers van de auto te halen. Op dat moment rijdt er in een flits een snelle Mercedes langs met Blofeld achter het stuur, en schiet Irma Bunt in het voorbijgaan het magazijn van haar automatisch geweer op de auto leeg. Bond overleeft de aanslag, maar Tracy wordt gedood. De verdrietige Bond zegt dan tegen een passerende motoragent: "We Have All the Time in the World"...

## Oorsprong titel
De titel On Her Majesty's Secret Service verwijst naar de dienst waarvoor Bond werkt, en waaruit hij in eerste instantie ontslag wil nemen.

## Filmlocaties
- Zwarte Woud, Duitsland
- Londen, Engeland
- Buckinghamshire, Engeland
- Lissabon, Portugal
- Bern, Zwitserland
- Mürren, Zwitserland
- Piz Gloria, Zwitserland

## Rolverdeling
| Acteur            | Personage                        | Opmerkingen                            |
| ----------------- | -------------------------------- | -------------------------------------- |
| George Lazenby    | James Bond                       | Stem in enkele scènes van George Baker |
| Bernard Lee       | M                                |                                        |
| Lois Maxwell      | Miss Moneypenny                  |                                        |
| Desmond Llewelyn  | Q                                |                                        |
| Diana Rigg        | Tracy di Vicenzo                 |                                        |
| Telly Savalas     | Ernst Stavro Blofeld             |                                        |
| Gabriele Ferzetti | Marc-Ange Draco                  |                                        |
| Ilse Steppat      | Irma Bunt                        |                                        |
| George Baker      | Sir Hilary Bray                  |                                        |
| Angela Scoular    | Ruby Bartlett/Windsor            |                                        |
| Yuri Borienko     | Grunther                         |                                        |
| Bernard Horsfall  | Campbell                         |                                        |
| Geoffrey Cheshire | Toussaint                        |                                        |
| Irvin Allen       | Che Che                          |                                        |
| Virginia North    | Olympe                           | Stem door Nikki van der Zyl            |
| Catherine Schell  | Nancy                            | Vermeld als Catherina Von Schell       |
| James Bree        | Advocaat Gumbold                 |                                        |
| Joanna Lumley     | Engelse "Engel des Doods"        |                                        |
| Julie Ege         | Scandinavische "Engel des Doods" |                                        |
| Mona Chong        | Chinese "Engel des Doods"        |                                        |
| Sylvana Henriques | Jamaicaanse "Engel des Doods"    |                                        |
| Sally Sheridan    | Amerikaanse "Engel des Doods"    |                                        |
| Zaheera           | Indiase "Engel des Doods"        | Vermeld als Zara                       |
| Anouska Hempel    | Australische "Engel des Doods"   | Vermeld als Anoushka Hempel            |
| Ingrid Back       | Duitse "Engel des Doods"         | Vermeld als Ingrit Back                |
| Helena Ronee      | Israëlische "Engel des Doods"    |                                        |
| Jenny Hanley      | Ierse "Engel des Doods"          |                                        |

## Boek en film
Van alle Bondfilms die op romans van Ian Fleming gebaseerd zijn is dit een van de trouwste verfilmingen. Hierdoor treedt een inconsequentie op: Blofeld lijkt Bond in eerste instantie niet te herkennen, terwijl hij hem in de vorige film al een keer ontmoette. Desondanks zijn er wel enkele kleine afwijkingen:
- In de roman gaan de eerste twee ontmoetingen tussen Bond en Tracy (zelfmoordpoging en casino) andersom. Vandaar dat Bond op het strand ontsnapt terwijl hij in de roman dan wel meegenomen wordt.
- In de roman was het casino het Franse Casino Royale terwijl het in de film in Portugal ligt. Ook Draco's hoofdkwartier is niet in Marseille maar in Portugal gevestigd.
- In de roman noemt Blofeld zichzelf Comte de Bleuville; in de film is het Comte de Bleauchamps, wat een betere  vertaling is van Blofeld.
- In de roman wenste Bond zelf te stoppen met zijn zoektocht naar Blofeld. In de film wordt hij door M van de zaak afgehaald. SPECTRE is in de roman niet meer actief (enkel in een nieuwe, kleinere versie), maar in de film nog wel (hoewel het sterk in macht lijkt afgenomen).
- In de roman bedreigt Blofeld met het virus de landbouwgewassen en veeteelt van het Verenigd Koninkrijk (en daarmee zijn economie), terwijl hij in de film het virus over de gehele wereld dreigt te verspreiden.
- Tracy werd niet ontvoerd in de roman.

## Trivia
- Lazenby had voorheen geen ervaring als acteur en was in feite een autoverkoper en fotomodel. Omdat de vorige films tot dan toe steeds Sean Connery als Bond hadden gehad, vroeg men zich af hoe men de nieuwe acteur in beeld moest introduceren. Plastische chirurgie was de meest voor de hand liggende optie. Uiteindelijk werd besloten om Lazenby geleidelijk aan in beeld te brengen: eerst zijn handen, dan zijn mond en kin, zijn oren enz. Hij is pas echt goed te zien als hij zich voorstelt met de bekende woorden "My name is Bond... James Bond".
- De film bevat "vierde wand"-moment. Als Tracy na haar eerste ontmoeting met Bond wegvlucht, zegt die: "Dit gebeurde die andere vent nooit". Dit is een ludieke verwijzing naar Lazenby's voorganger, Sean Connery.
- De Nederlander Hans de Vries (artiestennaam van Hans Ernest Weerdmeester, die vervolgens vanaf eind jaren '70 de artiestennaam Luke Hanson gebruikte[1]) was een van de vijf finalisten voor de rol van Bond in On Her Majesty's Secret Service.[2]
- Over deze Bond-film is veel gezegd en geschreven. In de Sp!ts van augustus 2002 stond bij het overlijdensbericht van Peter Hunt: "regisseur van Bond-rariteit overleden". Toch wordt de film door de fans als een van de allerbeste uit de Bond-reeks gezien. De film blijft het verhaal van Ian Fleming zeer trouw en is daarmee een zeer realistische Bond-film geworden, in tegenstelling tot veel andere Bond-films.
- Dit is een van de meest getrouwe bewerkingen van een roman van Ian Fleming. Vrijwel alles in het boek komt ook voor in de film. Door zo dicht bij de bron blijven, veroorzaakte dit continuïteitsproblemen als gevolg van de afwijkende volgorde van de films ten opzichte van de romans. In deze film lijken Bond en Blofeld elkaar bijvoorbeeld niet te herkennen,  ondanks dat ze elkaar persoonlijk in de filmversie van You Only Live Twice (1967) hebben gesproken.
- Na Honor Blackman in Goldfinger was Diana Rigg het tweede Bondmeisje dat vóór haar optreden in een Bondfilm de tegenspeler was van Patrick Macnee in de Britse serie The Avengers.
- Behalve Rigg speelde er in deze film nog een andere actrice uit The Avengers mee: Joanna Lumley, die een piepklein rolletje had als een van de tien mooie vrouwelijke patiënten van Blofeld.
- De beginmuziek van deze film werd in 1998-1999 gebruikt als de intromuziek voor het Vlaamse televisieprogramma De XII Werken van Vanoudenhoven.
- Na de vechtscène op het strand gaat Diana Rigg er met Bonds auto vandoor en laat haar schoenen achter. Hierop zegt George Lazenby "Dit gebeurde die andere vent nooit", als ludieke verwijzing naar zijn voorganger Sean Connery in de rol van James Bond.
- Als James Bond vanuit zijn hotel wordt ontvoerd naar het kantoor van Draco, fluit de schoonmaker van de kantoorruimte een regel uit de titelsong van de film Goldfinger.
- Dit was tot Casino Royale uit 2006 de langste film van de serie, sinds 2015 is dit Spectre. En sinds 2021 No Time to Die.
- In 1983 maakte Lazenby een onofficiële terugkeer als James Bond in de televisiefilm The Return of the Man from U.N.C.L.E., waarin hij optrad als een geheim agent genaamd 'J.B.'. In de film draagt hij een smoking, rijdt hij in een Aston Martin en wordt er verwezen naar On Her Majesty's Secret Service, wat sterke associaties met Bond oproept. Hierdoor stond 1983 bekend als het jaar van de drie James Bonds. Dat jaar verscheen Roger Moore in zijn zesde Bond-film, 
Octopussy, terwijl Sean Connery na twaalf jaar terugkeerde als 007 in Never Say Never Again, wat leidde tot een opmerkelijke strijd in de bioscopen.

## Auto's
- James Bond is ook bekend om zijn mooie en snelle auto's. In On Her Majesty's Secret Service rijdt agent 007 opnieuw met een Aston Martin, ditmaal een Aston Martin DBS.
- Tracy, de Bond-girl, rijdt met een rode Mercury Cougar uit 1969.
- Blofeld, de slechterik uit de film, rijdt met een zwarte Mercedes-Benz 600.

## Filmmuziek
De soundtrack van On Her Majesty's Secret Service bevat We Have All the Time in the World van zanger Louis Armstrong. Het nummer wordt vaak beschouwd als de titelsong van de film.
1. We Have All the Time in the World
2. This Never Happened to the Other Fellow
3. Try
4. Ski Chase
5. Do You Know How Christmas Trees Are Grown?
6. On Her Majesty's Secret Service
7. Journey to Blofeld's Hideaway
8. We Have All the Time in the World (instrumental)
9. Over and Out
10. Battle at Piz Gloria
11. We Have All the Time in the World (James Bond Theme)
12. Journey to Draco's Hideaway
13. Bond and Draco
14. Gumbold's Safe
15. Bond Settles In
16. Bond Meets The Girls
17. Dusk at Piz Gloria
18. Sir Hillary's Night Out (Who Will Buy My Yesterdays?)
19. Blofeld's Plot
20. Escape From Piz Gloria
21. Bobsled Chase